# هیلزبرو، نیوبرانزویک
هیلزبرو، نیوبرانزویک (به انگلیسی: Hillsborough, New Brunswick) یک منطقهٔ مسکونی در کانادا است که در شهرستان آلبرت، نیو برانزویک واقع شده‌است. هیلزبرو ۱٬۲۷۷ نفر جمعیت دارد.